# Teatr Dramatyczny im. Aleksandra Węgierki w Białymstoku
Teatr Dramatyczny im. Aleksandra Węgierki w Białymstoku – białostocki teatr dramatyczny, działający od 1938 roku.

## Historia

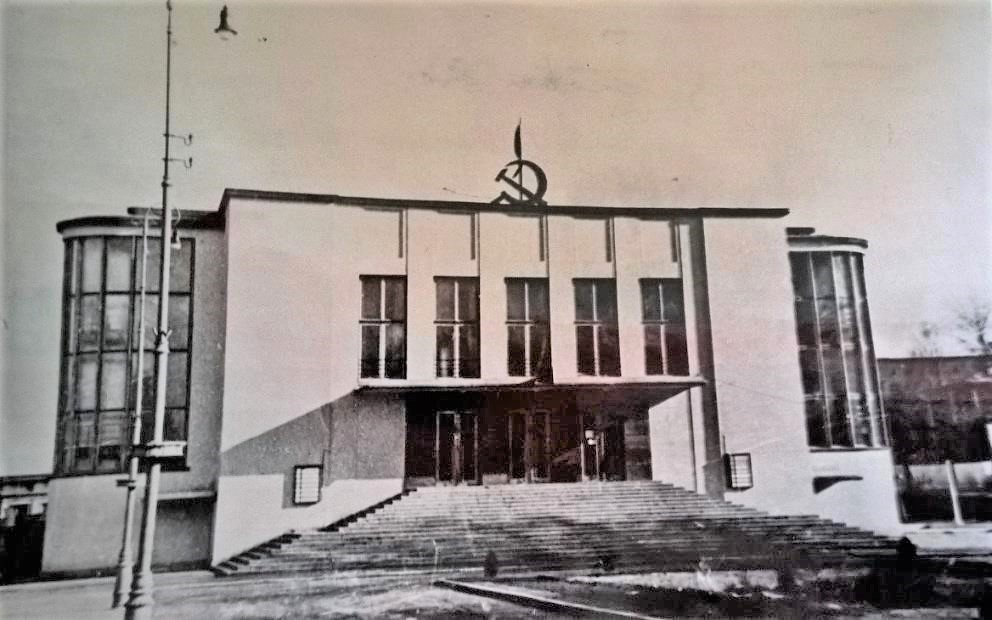
Fasada teatru z sierpem i młotem pod okupacją sowiecką w 1939 roku

W 1940 roku, po włączeniu Białegostoku w skład ZSRR, władze radzieckie upaństwowiły placówkę i przekształciły ją w Państwowy Teatr Polski Białoruskiej Socjalistycznej Republiki Radzieckiej. Jego dyrektor, Aleksander Węgierko, powołał do życia pierwszy stały zespół złożony głównie z aktorów scen warszawskich. W spektaklach występowali m.in.: Iryna Borodowska, Jacek Woszczerowicz, Seweryn Butrym, Tola Mankiewiczówna, Anatol Szałowski i Ada Połomska. Przedstawienia odbywały się w języku polskim. Wystawiano twórczość polskich i zagranicznych dramaturgów, m.in. „Intrygę i miłość” Friedricha Schillera, „Moralność pani Dulskiej” i „Pannę Maliczewską” Gabrieli Zapolskiej, „Dożywocie” Aleksandra Fredry, „Kordiana” Juliusza Słowackiego, „Wesele” i „Noc listopadową” Stanisława Wyspiańskiego. Aleksander Węgierko zginął w niewyjaśnionych okolicznościach, a na temat jego śmierci krąży wiele legend.

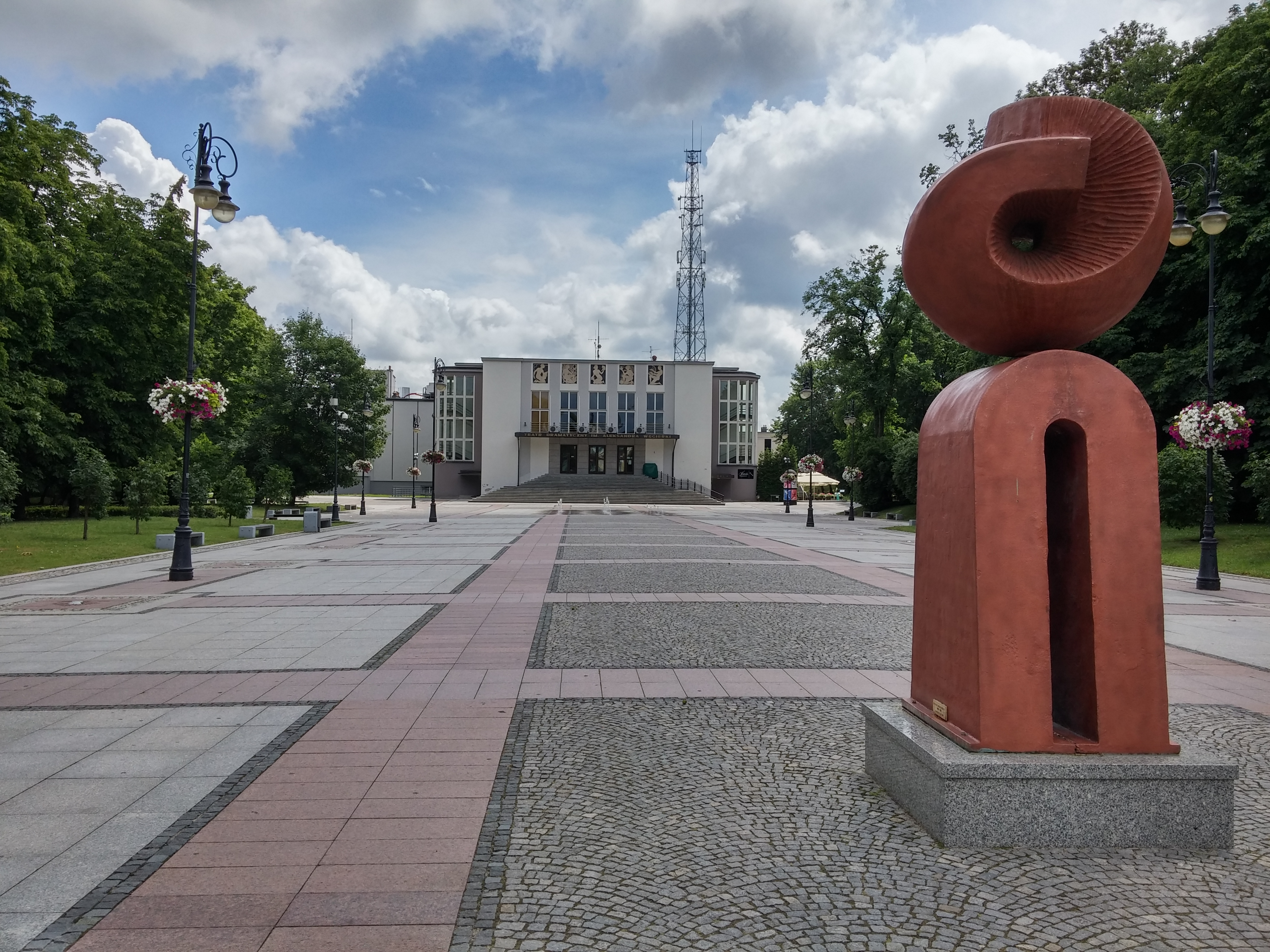
Kompozycja białostockiego rzeźbiarza, Albina Sokołowskiego, na placu Marszałka Józefa Piłsudskiego przed Teatrem Dramatycznym im. Aleksandra Węgierki w Białymstoku

W 1941 roku teatr przestał istnieć z powodu wojny niemiecko-radzieckiej. Teatr wznowił działalność w 1944 roku. Wtedy również w Białymstoku po raz kolejny ukonstytuował się stały zespół aktorski w składzie: Joanna Błońska, Halina Kossobudzka, Halina Czengery, Lidia Zamkow, Marian Meller, Jan Świderski, Czesław Wołłejko. Do nich dołączyli białostoccy aktorzy: Rena Ruszczyc, Władysław Szumowicz, Władysław Szypulski, Mikołaj Aleksandrowicz, Witold Różycki. To właśnie oni przygotowali już 22 września 1944 roku premierę spektaklu „Uciekła mi przepióreczka” Stefana Żeromskiego. W 1945 roku do zespołu dołączyli Hanka Bielicka, Igor Śmiałowski, Jerzy Duszyński i Zygmunt Kęstowicz.
Złotymi okresami białostockiej sceny były dyrekcja aktora i reżysera Bronisława Orlicza oraz dwie dyrekcje Jerzego Zegalskiego, który proponował ambitny repertuar z polskim dramatem romantycznym, prapremierą „Sonaty Belzebuba” Witkacego i sztukami Sławomira Mrożka. Zegalski wyreżyserował m.in. „Kordiana” Juliusza Słowackiego, Krystyna Meissner „Szkołę kobiet” Wojciecha Bogusławskiego, Izabella Cywińska przygotowała prapremierę „Dozorcy” Harolda Pintera, a Roman Kordziński wyreżyserował „Czajkę” Czechowa.
Remont Teatru Dramatycznego został zaplanowany na lata 2021-2023. W ramach inwestycji zostaną wykonane roboty budowlane polegające na przebudowie, rozbudowie, remoncie i dociepleniu zabytkowego budynku teatru przy ul. Elektrycznej 12. Planowana jest także wymiana instalacji wewnętrznych czy zagospodarowanie terenu wokół budynku. Modernizacja obejmie dostosowanie budynku do potrzeb osób z niepełnosprawnościami, a także zamontowanie nowych urządzeń techniki teatralnej.

## Siedziba teatru

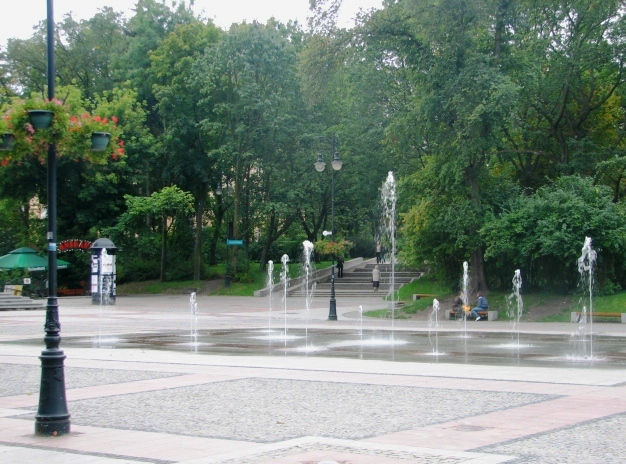
Fontanna i park przed Teatrem Dramatycznym

Teatr położony jest na terenie parku Księcia J. Poniatowskiego przy ul. Elektrycznej 12. Teatr Dramatyczny mieści się w zabytkowym budynku zaprojektowanym przez inżyniera Jarosława Girina, wybudowanym w latach 1933–1938 w stylu modernistycznym. Do tej pory zachował się oryginalny rozkład wnętrz teatralnych.
Teatr posiada trzy sceny:
- Scena Duża – widownia na 496 widzów (parter – 300, balkon – 196)[7],
- Scena Kameralna – widownia na 100 widzów,
- Scena Foyer – o charakterze kawiarnianym,

Instytucja posiada własne pracownie: krawieckie, modelatorsko-plastyczną, szewską, perukarską (charakteryzatornia), stolarską. Przy Teatrze działa Archiwum Artystyczne.

## Kontrowersje wokół patrona
Pierwotnie gmach miał zostać Domem Ludowym im. J. Piłsudskiego. Jednak przed ukończeniem budowy ludność Białegostoku zadecydowała, aby zmienić profil obiektu. Tak powstał Teatr Miejski im. Józefa Piłsudskiego, który ofiarowano pierwszemu marszałkowi w podziękowaniu za niepodległość Polski.
Zmiany w teatrze po 1940 roku według niektórych historyków zostały źle przyjęte przez część społeczeństwa, które miało widzieć w Teatrze Miejskim im. Józefa Piłsudskiego pomnik patriotyzmu. Wybuch wojny niemiecko-radzieckiej był przyczyną likwidacji teatru. Jednak już we wrześniu 1944 roku powstał Teatr Wojewódzki w Białymstoku (w tym okresie działał jedynie Teatr im. Juliusza Osterwy w Lublinie). Początkowo spektakle odbywały się w budynku obecnego Kina Ton, a od 1948 w obecnym budynku. W 1950 teatr został ponownie upaństwowiony i nadano mu imię Aleksandra Węgierki.
Decyzją marszałka woj. podlaskiego Jarosława Schabieńskiego, 12 maja 2007 Aleksander Węgierko przestał być patronem Teatru Dramatycznego w Białymstoku. Przywrócono pierwotnego patrona, tj. Józefa Piłsudskiego. Nazwa utrzymała się jednak tylko przez pół roku. Podczas listopadowej sesji rady miejskiej, radni Białegostoku ponownie nadali Teatrowi Dramatycznemu imię Aleksandra Węgierki.
Niektóre źródła wskazują, że dyrektor Węgierko w okresie okupacji 1939–1941 traktował teatr jako jedno z narzędzi radzieckiej agitacji. Według białoruskiego historyka Jauhiena Siamaszki dyrektor twierdził, że teatr może być najlepszym nośnikiem ideologii komunistycznej do mas pracujących.